# Musa ibn Bugha
Musa ibn Bugha al-Kabir (fallecido en 877) fue un líder militar del Califato abasí de origen túrquico. 

## Historia
Musa era hijo de Bugha al-Kabir, uno de los principales generales turcos bajo el califa al-Mu'tasim (r. 833-842). Pudo haber participado, o al menos organizado, el asesinato del califa al-Mutawakkil en 861.
Tras la muerte de Bugha en 862, Musa sucedió a su padre en su cargo y jugó un papel importante en la crisis de la 'Anarquía de Samarra'. Finalmente, salió victorioso y, gracias a su estrecha asociación con el visir y regente al-Muwaffaq, se convirtió en el general más poderoso del Califato abasí desde 870 hasta su muerte en 877. Sus hijos Ahmad, Muhammad y al-Fadl también fueron figuras importantes de alto rango del califato, especialmente contra la rebelión Zanj.